# Alexandre Chassang
Alexandre Pierre Louis Chassang (* 22. November 1994 in Châtenay-Malabry) ist ein französischer Basketballspieler.

## Laufbahn
Der aus dem Ort Châtenay-Malabry im Großraum Paris stammende Chassang wurde ab 2010 am französischen Nachwuchsleistungszentrum INSEP gefördert, blieb dort zwei Jahre und wechselte 2012 zum Erstligisten ASVEL Lyon-Villeurbanne. Zwischen 2012 und 2016 steigerte der Flügel- und Innenspieler seine Einsatzzeiten bei ASVEL von 4,2 Minuten (Hauptrunde der französischen Liga 2012/13) auf 14,6 Minuten je Begegnung (Hauptrunde 2015/16). 2016 gewann er mit der Mannschaft den Meistertitel und schloss sich anschließend dem Ligakonkurrenten Hyères Toulon Var Basket an. Nachdem er das Spieljahr 2017/18 mit Hyères-Toulon abgeschlossen hatte, trug er vor der Sommerpause 2018 noch das Hemd des Zweitligisten SLUC Nancy in der Aufstiegsrunde zur ersten Liga, vermochte der Mannschaft jedoch nicht zum Sprung in die höchste Spielklasse zu verhelfen.
Im August 2018 wurde Chassang von JDA Dijon unter Vertrag genommen. Er blieb bis 2021 in Dijon. Er wechselte 2021 zu Yalovaspor Basketbol in die Türkei und damit erstmals ins Ausland. Nach einem Ligaspiel mit Yalovaspor kam es Ende September 2021 zur Trennung, Chassang ging in sein Heimatland zurück und schloss sich JL Bourg-en-Bresse an.
Im Juli 2023 wurde er von CSP Limoges verpflichtet.

### Nationalmannschaft
Mit den französischen Auswahlmannschaften nahm Chassang an Europameisterschaften in den Altersklassen U16, U18 sowie U20 teil. Im Februar 2019 gab er seinen Einstand in der Herrennationalmannschaft.